# Escudo de Trinidad y Tobago
El escudo de la República de Trinidad y Tobago vigente desde 1962 fue diseñado por un comité formado en este año para seleccionar los símbolos que serían representativos del pueblo de Trinidad y Tobago. El comité incluía al artista Carlisle Chang (1921-2001) y al diseñador de carnaval George Bailey (1935-1970).

## Diseño
La cresta de la palmera en la parte superior del escudo fue tomada del escudo de Tobago antes de su unión política con Trinidad. El escudo está formado por los mismos colores (negro, rojo y blanco) que la bandera de la nación y tiene el mismo significado. Los tres barcos dorados representan las tres naves del primer viaje del descubrimiento de América por Cristóbal Colón, y el tercer viaje (1498) durante el cual descubrió la isla de Trinidad. Los dos pájaros del escudo son colibríes. A veces se hace referencia a Trinidad como la "Tierra del Colibrí" porque se han registrado 18 especies diferentes de colibríes en la isla. También se cree que "Tierra del Colibrí" era el nombre amerindio de Trinidad. Las dos aves más grandes son el Ibis Escarlata (izquierda) y el Cocrico (derecha), las aves nacionales de Trinidad y Tobago. Debajo del Ibis Escarlata hay tres colinas, que representan las Colinas de la Trinidad en el sur de Trinidad, las cuales, se cree, convencieron a Colón de nombrar la isla con el nombre de la Santísima Trinidad. La isla que surge de las aguas bajo el Cocrico representa a Tobago. Debajo de estas aves está el lema de la nación, "Together We Aspire, Together We Achieve" (en castellano: Juntos aspiramos, juntos lo logramos). Fue diseñado por Carlyle Chang Kezia y George Bailey.

## Propuesta de modificación (2024)
En agosto de 2024, el primer ministro Keith Rowley anunció en la convención anual de su partido, el Movimiento Nacional del Pueblo su intención de retirar del escudo las carabelas de Colón, para sustituirlas por los steelpans, tambores metálicos tradicionales del país, usados para tocar calipso. Esta medida se pretendía tomar para eliminar vestigios colonialistas españoles en los símbolos del país.

## Emblemas históricos
| Colonia de Trinidad y Tobago |                | |   |
| Emblema                      | Periodo de uso | Notas |   |
|                              | 1889–1958      | La insignia de la corona-colonia representa el puerto de Puerto España y el monte El Tucuche con dos fragatas de la Royal Navy enarbolando la enseña blanca y un barco con tripulación en primer plano. En la base aparece el lema MISCERIQUE PROBAT POPULOS ET FOEDERA JUNGI, elegido por Sir Ralph Abercromby, que capturó Trinidad a los españoles en 1797. El lema es una cita de la Eneida de Virgilio (libro IV, línea 112): "Miscerive probet populos, aut foedera iungi" (aprobaba la mezcla de pueblos y su unión mediante tratados). |   |
|                              | 1958–1962      | Colocada en un escudo heráldico con el lema en una cinta, la insignia de Trinidad fue adoptada por Cartas Patentes del 13 de octubre de 1958 como escudo de la colonia. Sin embargo, el escudo no se mantuvo después de la independencia en 1962. |   |
|                              | 1962–2025      | Los barcos de oro representan los tres barcos que utilizó Cristóbal Colón en su viaje. | - |